# Ichthyodectidae
Los ictiodéctidos (Ichthyodectidae) (literalmente "peces mordedores") son una familia extinta de peces actinopterigios marinos. A veces clasificados en el primitivo orden de peces óseos Pachycormiformes, hoy en día son considerados como parte del orden de los "peces bulldog" (Ichthyodectiformes) en el mucho más avanzado grupo Osteoglossomorpha. El género tipo es Ichthyodectes, establecido por Edward Drinker Cope en 1870.
Estos fueron muy diversos en el período Cretácico, aunque los fósiles de Thrissops son conocios del límite entre el Oxfordiense y el Kimmeridgiense en el Jurásico Superior. Muchos ictiodéctidos medían entre 1 a 5 metros de longitud. Todos los taxones conocidos eran depredadores, alimentándose de peces más pequeños; en varios casos, los mayores ictiodéctidos depredaban a las especies de menor taño de la familia. Algunas especies tenían dientes notablemente grande, mientras que otras, como Gillicus arcuatus, tenían dientes menores y succionaban a sus presas.

## Sistemática
La filogenia basal está muy mal resuelta, lo que lleva a que muchos ictiodéctidos sean considerados simplemente como primitivos, pero no se sabe nada certero acerca de sus relaciones precisas.
Basal o incertae sedis
- Asiamericana? Nesov, 1995
- Chirocentrites Hekel[verifica la fuente], 1849
- Cladocyclus Agassiz, 1841
- Cooyoo
- Eubiodectes Hay, 1903
- Faugichthys Taverne & Chanet, 2000
- Thrissops
- Unamichthys Alvarado-Ortega, 2004

Subfamilia Saurodontinae
- Gwawinapterus Arbour & Currie, 2011[2]
- Prosaurodon Stewart, 1999
- Saurocephalus Harlan, 1824
- Saurodon

Subfamilia Ichthyodectinae
- Gillicus (tsituado tentativamente aquí)
- Ichthyodectes
- Vallecillichthys Blanco & Cavin, 2003
- Xiphactinus